# عبد الواحد أكمير
عبد الواحد أكمير مؤرخ وباحث مغربي، مدير مركز دراسات الأندلس وحوار الحضارات بالرباط ويدير سلسلة كراسات أندلسية ورئيس تحرير نشرة الحمراء ومدير مجلة الأندلس الرقمية، وكلها تصدر عن مركز دراسات الأندلس وحوار الحضارات. وهو عضو بأكاديمية أمريكا الشمالية للغة الإسبانية.‘

## مسيرته
بين 1968-1980 أتم تعليمه الابتدائي والثانوي بمدينة تطوان. و1980-1984 درس وحصل على الليسانس في التاريخ من جامعة محمد الخامس، الرباط. وسنة 1990 حصل على دكتوراه في تاريخ أمريكا اللاتينية المعاصر من جامعة كومبلوتينسي بمدريد.
عمل كأستاذ تاريخ إسبانيا وأمريكا اللاتينية المعاصرين بجامعة محمد الخامس وأستاذ تاريخ وحضارة الأندلس لنفس الجامعة. وهو عضو بعدة منتديات علمية منها المعهد الأرجنتيني العربي للثقافة والجمعية المغربية للبحث التاريخي وخبير اليونسكو في شؤون الهجرة ومجلس أمناء مؤسسة جائزة عبد العزيز البابطين.
وله عشرات المقالات في مجال العلاقات المغربية الإسبانية؛ والعلاقات بين العالم العربي وأمريكا اللاتينية؛ والعلاقات بين العالم العربي وإفريقيا الغربية؛ وحوار وتحالف الحضارات. كما حاضر في جامعات ومؤسسات علمية بالمغرب وإسبانيا والبرتغال وفرنسا وإيطاليا والأرجنتين والشيلي وفنزويلا وتونس والأردن والسينغال وكوت دي فوار ومالي وموريتانيا...‘

## مؤلفات
صدرت له العديد من المؤلفات:
- العرب في الأرجنتين (بالعربية والإسبانية)
- الهجرة إلى الموت: إسبانيا وأحداث إليخيدو
- الجاليات المغربية في إفريقيا الغربية (عمل جماعي)
- العرب والدائرة الإفريقية (عمل جماعي)
- العرب في أمريكا اللاتينية
- الوطن العربي وأمريكا اللاتينية (ترجمة)
- التاريخ السياسي للإمبراطورية الموحدية - أمبروسيو هويثي ميراندا (ترجمة)
- وصف الممالك المغربية (ترجمة)
- قصر الحمراء مكان للذاكرة والحوار (إشراف وتقديم)
- الحضارة الإسلامية في الأندلس ومظاهره التسامح (تنسيق)
- حوار الحضارات والمشهد الثقافي العربي (عمل جماعي)
- العرب وأميركا اللاتينية.. الهجرة والثورة

## جوائز
- جائزة عبدالحميد شومان في العلوم الإنسانية

### من المغرب
- جائزة الحسن الثاني للمخطوطات
- جائزة علال الفاسي
- جائزة المغرب للكتاب (2014)